# Бенов, Геннадий Матвеевич
Геннадий Матвеевич Бенов (род. 29 сентября 1941, Кемерово, Новосибирская область) — российский политический деятель, депутат Государственной Думы ФС РФ второго созыва (1995—1999). Военный лётчик-снайпер. Генерал-лейтенант авиации. Доктор политических наук.

## Биография
После окончания средней школы в 1959 г. поступил в 24 ВАУПОЛ в г. Павлодар. В 1960 г. переведен в Ейское высшее военное авиационное училище летчиков, которое окончил с отличием в 1964 г. Летчик, старший летчик, заместитель командира эскадрильи 1-го гвардейского дважды Краснознаменного орденов Кутузова и Александра Невского авиационного полка истребителей-бомбардировщиков в Южной группе войск. После окончания военно-политической академии имени В. И. Ленина проходил службу на должностях политработников. С 1971 года заместитель командира - начальник политического отдела в 642-м гвардейском авиационном Братиславском Краснознамённом полку истребителей-бомбардировщиков ВВС Одесского военного округа.
С 1976 по 1980 г. начальник политотдела — заместитель командира 9-й истребительной авиационной дивизии ВВС Московского военного округа.
В 1980 г. первый заместитель начальника политотдела ВВС Прикарпатского военного округа. С 1985 г. член Военного Совета — начальник политотдела 14-й воздушной армии Прикарпатского военного округа. В 1989 г. член Военного Совета — начальник Политического управления ВВС.
С 1991 по 1993 г. член Верховного Совета РСФСР. Избирался народным депутатом РСФСР в 1990—1993 г.
Освоил самолёты Як-18, МиГ-15УТИ, МиГ-17, МиГ-21, МиГ-23, МиГ-27, Су-7, Су-17М3. Общий налет более 2000 часов.

### Депутат государственной думы
С 1995 по 1999 г. депутат Государственной Думы РФ второго созыва.
Награждён двумя орденами Красной Звезды, орденом «За службу Родине в Вооруженных Силах СССР» 3-й ст., медалями.